# Рабселькоровское движение
Рабселько́ровское движе́ние — в СССР участие представителей пролетариата и крестьянства в журналистике, выступлениях на радио и телевидении, имевшее большое значение в рамках большевистской пропаганды. Представители движения — рабкор и рабкорка (рабочий(ая) корреспондент(ка)), селькор (сельский корреспондент), кресткор (крестьянский корреспондент), аулкор (корреспондент из аула), а также рабселькор.
Практика привлечения рабочих и крестьян к деятельности революционной прессы имела место в Российской империи, но широкое распространение движения началось после Октябрьской революции 1917 года. К марту 1924 года движение насчитывало около 57 тыс. человек, а к августу 1925 года — 190 тыс. человек. В журналистике 1920—1930-х годов с подачи рабселькоров возникли новые формы массовой работы с населением: рейды, ударные бригады, общественный буксир, рационализаторские счета, переклички, живые газеты, стенгазеты.
Стенгазеты представляли собой сначала малотиражные газеты, сочетавшие в себе наглядность плаката и текстовую подачу газеты. Размещались они обычно на стендах и печатались в типографиях, но с конца 1920-х годов повсеместно распространились рукописные газеты.
«Живые газеты» — это тематические театрализованные представления, во время которых произносился текст, сопровождавшийся символическими фигурами или сценками, иллюстрировавшими сообщение. Рейды и общественные буксиры заключались в работе с населением, прежде всего с рабочими коллективами, чьи производственные показатели не удовлетворяли руководства строек индустриализации. Например, в 1930 году новосибирская газета «Советская сибирь» сообщала о следующих результатах деятельности рабкоров Комбайнстроя:

    Рабкоры газеты «Даешь Комбайн» включились во всесоюзный «рабкоровский поход» навстречу третьему году пятилетки.

    Организован штаб «рабкоровского похода».

    Седьмого сентября проведена «рабкоровская тревога», на которую явилось более ста человек.

    На собрании рабкоры совместно с рабочими обсудили причины прорывов на Комбайнстрое. Тут же было внесено несколько десятков ценных предложений.

    Рабкоры Комбайнстроя об’явили себя мобилизованными на время ликвидации прорывов.

    Взяли на общественный буксир комсомольскую ячейку, которая является самой пассивной и отсталой на стройке.

    Организовали штурмовые бригады, которые будут проверять выполнение планов в сроки, качество работы и т. д.

Пресса обращалась к малограмотным людям, имеющим весьма смутные представления о марксизме и целях большевистской власти. Задачей движения было донесение взглядов и целей новой власти до максимально широкой аудитории, рабселькоровское движение сыграло значительную роль в ликвидации безграмотности.
Участие в «рабкории» было распространённым социальным лифтом, особенно для молодёжи. Значительную часть корреспондентов, особенно сельских (более 40 %), составляла молодежь, в том числе пионеры, комсомольцы и молодые члены ВКП (б), некоторые в возрасте до 15 лет.